# 238 Hypatia
Ipazia o 238 Hypatia è un asteroide della fascia principale del diametro medio di circa 148,49 km. Scoperto nel 1884, presenta un'orbita caratterizzata da un semiasse maggiore pari a 2,9106291 UA e da un'eccentricità di 0,0870417, inclinata di 12,39077° rispetto all'eclittica.
Il suo nome è dedicato alla matematica, astronoma e filosofa greca Ipazia, vissuta tra il IV e il V secolo.